# Terrore rosso (Etiopia)

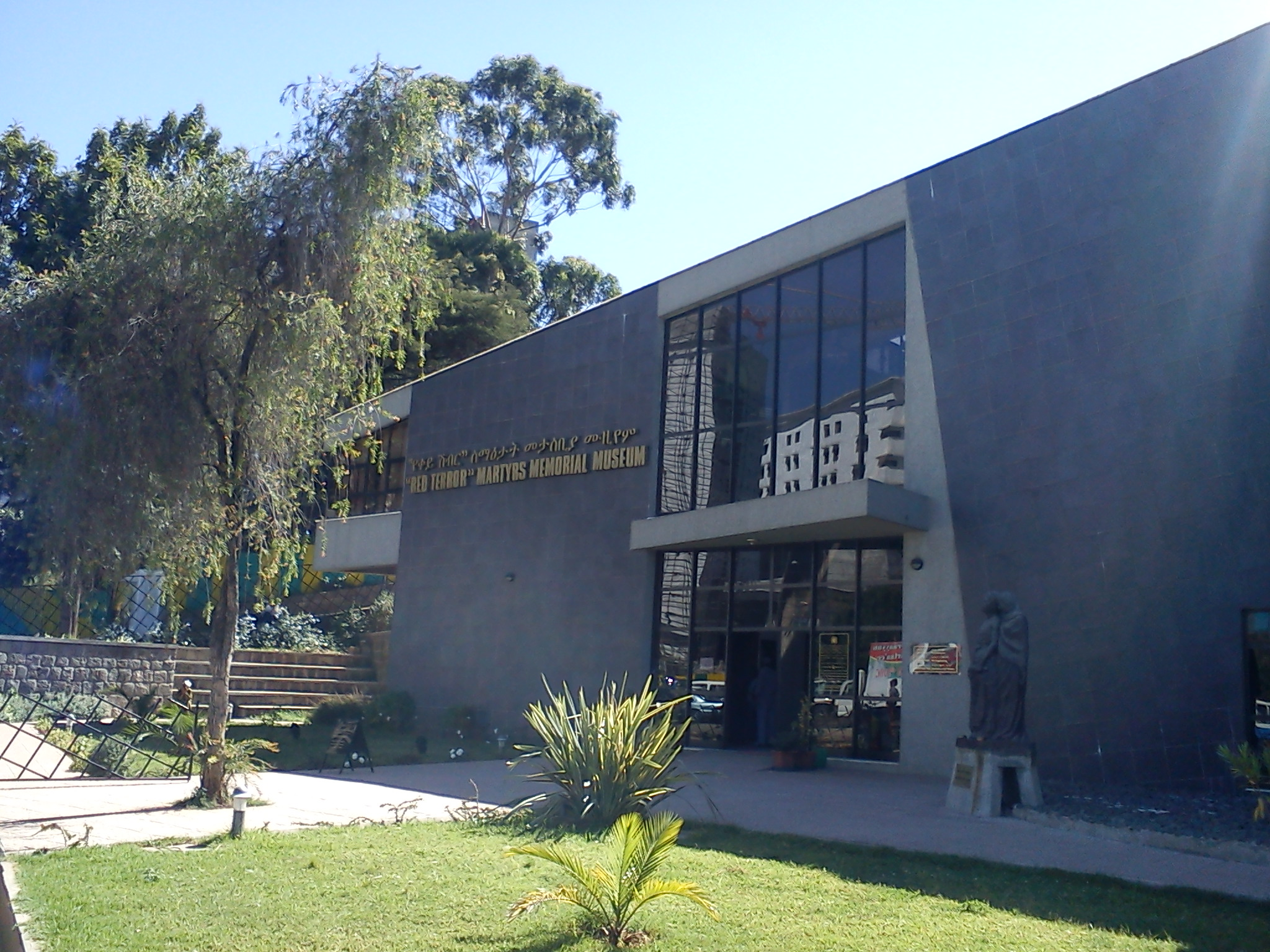
Museo memoriale dei martiri del Terrore rosso ad Addis Abeba (Etiopia)

Il Terrore rosso (in amarico: ቀይ ሽብር, ḳäy šəbbər a volte traslitterato anche come Qey Shibir o Key Shibbir) è stata una violenta campagna repressiva politica in Etiopia ed Eritrea, ideata principalmente dall'allora presidente e dittatore Menghistu Hailè Mariàm, che fu condotta dalla giunta militare Derg contro i gruppi politici avversari di ispirazione marxista-leninista, cominciata il 3 febbraio 1977.
Dopo un processo durato 12 anni, nel 2007 Menghistu è stato condannato in contumacia da un tribunale etiope per genocidio, all'ergastolo, assieme a 108 alti funzionari del Derg. Il 26 maggio 2008 l'appello della procura è stato accolto dalla Corte suprema che lo ha condannato a morte, con altri 38 funzionari del regime militare, con questa sentenza:
(Sentenza del 26 maggio 2008)

## Antefatti
Fin dalla deposizione di Haile Selassie I, avvenuta il 12 settembre 1974, il governo militare del Derg entrò in contrasto con una serie di gruppi politici di derivazione di ambienti civili, che ambivano anch'essi al controllo dell'Etiopia: tra essi spiccava il Partito Rivoluzionario del Popolo Etiope (EPRP, di tendenza marxista moderata). Nel settembre del 1976, dopo che il comitato centrale dell'EPRP aveva approvato la linea di effettuare attentati contro gli ideologi e i membri del Derg, i militanti dell'EPRP vennero arrestati e giustiziati. Anche se un tentativo fallito di uccidere Menghistu il 23 settembre è stato attribuito all'EPRP, la prima vittima di primo piano del terrore fu Feqre Mar'ed, membro del politburo e del MEISON (il Movimento Socialista Panetiopico, un'organizzazione marxista-leninista che aveva preso parte alla rivoluzione contro Haile Selassie) .
Tuttavia, al momento il Derg era diviso da una rivalità tra Menghistu e una fazione che si opponeva a lui, e che ne limitava l'autorità. Questa rivalità venne risolta nel corso della riunione del comitato permanente del Derg avvenuta il 3 febbraio 1977, in cui 58 ufficiali Derg furono uccisi in una sparatoria durata un'ora. Sette di questi ufficiali uccisi erano oppositori di Menghistu: tra questi il Presidente del Derg, generale Tafari Bante, il tenente colonnello Asrat Dasta, e i capitani Almayahu Haile e Mogas Uolde Micael. I due rivali di Menghistu rimasti ancora in vita, il colonnello Berhanu Bayeh e il tenente colonnello Atnafu Abate (vicepresidente del Derg), passarono immediatamente dalla parte di Menghistu, che divenne il capo indiscusso della giunta militare e dell'Etiopia. Il cambio di posizioni da parte di Atnafu non fu tuttavia sufficiente a risparmiargli la vita: il 13 novembre dello stesso anno venne giustiziato con l'accusa di attività contro-rivoluzionarie.
Una volta risolti i suoi problemi interni, Menghistu puntò a soppiantare l'opposizione esterna e rivolse la sua attenzione ai membri dell'EPRP.

## Gli attacchi all'EPRP
La campagna del terrore rosso viene fatta partire ufficialmente con l'aggressivo discorso di Menghistu in piazza della Rivoluzione (precedentemente ed attualmente conosciuta come Mesqel Square), nel cuore di Addis Abeba, che comprendeva le parole "Morte ai controrivoluzionari! Morte al EPRP!". Dopo aver pronunciato queste parole, il dittatore etiope afferrò tre bottiglie di quello che sembrava essere sangue umano e le fracassò per terra per mostrare ciò che la rivoluzione avrebbe fatto ai suoi nemici.
La repressione coinvolse gruppi organizzati di civili, noti come "squadroni di difesa" o kebeles, che nel giro di un mese venne rifornito di armi dal Derg. Contrariamente alle aspettative, queste ronde si dimostrarono poco ubbidienti e spesso invece di scovare "reazionari" e "anarchici" seguirono il loro arbitrio personale, dando vita a vendette politiche e/o personali. Gli squadroni di difesa effettivamente si infiltrarono nell'EPRP, ma anche quelle controllate dal politburo erano spesso politicamente più vicini al MEISON che non al Derg.
Il terrore rosso raggiunse il suo apice il 22 marzo, quando nella capitale etiope si assistette ad una ricerca casa per casa di esponenti dell'EPRP a cui fecero seguito sequestri di armi e numerosi arresti; tuttavia l'organizzazione lasciò a desiderare, alcuni gruppi si dedicarono solo alla requisizione di armi, altri prelevarono esclusivamente benzina, altri erano più dediti alla vendetta. Durante la notte, in molti vennero sequestrati e alla fine del blitz si contarono dei morti tra le file dell'EPRP.
Tra gli episodi di violenza più efferata se ne ricorda uno particolare: a inizio marzo una dozzina di lavoratori del Berhanena Selam Printing Press vennero arrestati in quanto iscritti all'EPRP ma in seguito furono rilasciati per insufficienza di prove; la mattina del 26 marzo nove di loro, tra cui una donna in stato avanzato di gravidanza, furono trovati morti ammazzati e l'evento scioccò la città. Dopo alcune indagini si scoprì che il responsabile della strage era stato Girma Kebede, un boia che era stato assunto dal politburo al fine di uccidere circa 224 persone (24 omicidi erano già stati da lui commessi): il 2 aprile, Kebede venne condannato a morte dal Derg con l'accusa di essere un controrivoluzionario.
Nonostante queste brutalità, l'EPRP continuò a fare proseliti, riuscendo ad avere più successo che in passato. Riguardo a questa situazione, una reporter scrisse:
Questo avvenimento suscitò tensioni tra la giunta Derg e l'Ufficio politico civile; la preoccupazione per la minaccia causata dall'EPRP trasformò questo clima pesante in rottura definitiva alla vigilia del Primo Maggio quando il politburo, con il pretesto che una protesta anti-governativa era in vista, ordinò ai kebeles di arrestare qualsiasi persona sospettata di essere un membro del partito rivale. Centinaia di persone catturate da tre siti diversi della periferia di Addis Abeba vennero arrestate e fucilate, decine di civili furono uccisi per le strade da segretari permanenti del Derg mentre le jeep montanti molte mitragliatrici pattugliavano costantemente le strade della capitale. Si stimarono circa mille morti. Successivamente, il Derg disconobbe questo massacro e in un proclama del 14 luglio ne diede la colpa all'Ufficio politico, il cui leader Haile Fide con un gruppo di suoi seguaci tentò di abbandonare lo Stato ad agosto, venendo però catturato prima di realizzare il suo proposito.Una volta sconfitto l'EPRP, l'obiettivo seguente del Terrore rosso fu il MEISON: i principali leader dell'associazione tentarono la fuga ma la maggior parte di essi vennero catturati o uccisi nell'agosto del 1977 mentre i pochi superstiti si diedero alla macchia in zone di campagna o comunque periferiche. Migliaia  di donne e uomini vennero arrestati e giustiziati nei due anni successivi; per Amnesty International le vittime possono essere stimate in 500.000. Secondo Il libro nero del comunismo, gruppi di persone furono ammassati in chiese che poi vennero date alla fiamme, mentre ci sarebbero stati casi di stupri sistematici effettuati da soldati contro le donne considerate oppositrici del regime.. Save the Children ha affermato che sono stati giustiziati 1.000 minorenni, i cui cadaveri vennero rinvenuti nelle strade di Addis Adeba

## Conseguenze
Considerato il principale ideatore e responsabile del Terrore rosso, il "Robespierre d'Etiopia" Menghistu venne condannato all'ergastolo nel gennaio del 2007. La sentenza avvenne in contumacia, dal momento che l'ex dittatore abissino si era già da tempo recato esule in Zimbabwe dove il suo alleato Robert Mugabe gli attribuì un incarico governativo e si rifiutò di estradarlo.
In alcuni ambienti il responso venne giudicato troppo "morbido" e contro essa venne presentato un ricorso, poi accolto dalla Corte suprema: a Menghistu (ed altri funzionari del governo militare, due dei quali vivono presso l'ambasciata italiana, mentre altri 18 sono reclusi in carceri etiopi) venne inflitta, in una seduta che ancora una volta vedeva l'assenza dell'imputato, la pena di morte.